# Gheorghe Ignat

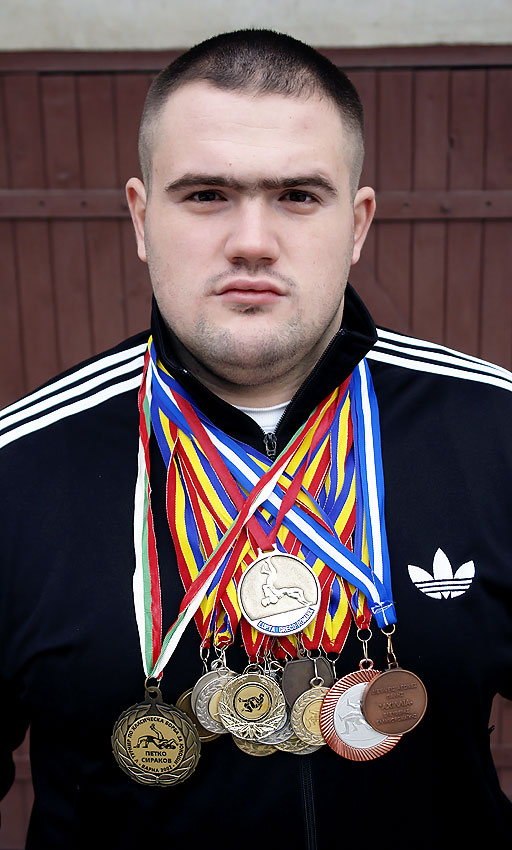
Gheorghe Ignat

Gheorghe Ignat (n. 1983, Suceava) este un sportiv român care practică luptele greco-romane, campion al României de opt ori, multiplu campion internațional, campion balcanic și multiplu medaliat cu argint și bronz la campionate naționale și internaționale.

## Biografie
Născut în 1983 la Suceava, Ignat a fost inițiat în arta sportului de contact de antrenorul Valeriu Gherasim. În 1995, Ignat a intrat pentru prima oară în sala de lupte din orașul natal. Antrenorul i-a acordat de la început o atenție deosebită, întrucît sportivul s-a făcut remarcat de copil prin fizicul său.
După primii doi ani de antrenament, s-au văzut și primele rezultate. A participat pentru prima oară la un campionat național, în cadrul căruia Ignat și-a surclasat adversarii prin tuș sau la puncte. Titlul de campion al României l-a primit în 1998. În anul următor, Ignat a făcut parte din lotul național. Rezultatele nu s-au lăsat așteptate și Ignat a început să câștige medalii din ce în ce mai strălucitoare la campionatele organizate în străinătate.
Pe plan național Gheorghe cucerește 8 titluri de campion, 6 de vicecampion și 7 medalii de bronz, opt ani a fost de neînvins după care o accidentare la nivelul coloanei vertebrale și mai multe probleme personale îl țin departe de saltea pentru o vreme îndelungată.
De curînd, Gheorghe se antrenează alături de sportivi de nivel mondial la academia de arte martiale mixte The Arena (MMA) din San Diego, California, S.U.A., unde activează și ca antrenor. 
În momentul de față se pregătește să-și facă intrarea în competițiile de gen, cel mai probabil in primavara anului 2010.

### Viața personală
Gheorghe a devenit tată pe 19 august 2007, soția sa, Adriana, dând naștere primului lor copil, David Octavian. Are acum 4 copii. În 2013, Ghiță și Adriana au devenit creștini evanghelici, acest eveniment având un impact profund asupra vieții lor. Deși hotărâți să trăiască mai bine, nu au putut fugi de trecut, Gheorghe fiind condamnat pentru crime informatice și, mai târziu, pentru mai multe infracțiuni, cum ar fi vătămare corporală și răpire. 
Timpul din închisoare și l-a trăit practicând credința, citind din Biblie și organizând diferite evenimente pentru colegii săi deținuți. Influențat fiind de ceea ce a trăit în penitenciar, a deschis fabrica UrsPack, unde foștilor deținuți ce nu au posibilitatea angajării li se oferă un loc de muncă. 

### Condamnări
În 2015, Gheorghe fost condamnat la 4 ani de închisoare, după ce a fost parte a unui jaf de 165,000 de dolari australieni din conturile unor britanici, infracțiune ce a avut loc în 2010. După 2 ani și jumătate, Ghiță a obținut eliberarea condiționată, dar, în ziua eliberării lui, în 2017, a fost ridicat de polițiști în baza unui mandat european de arestare, emis de autoritățile din Marea Britanie.